# Tafang
Tafang är en köping i östra Kina. Den ligger i Qimen härad i staden Huangshan i provinsen Anhui omkring 230 kilometer söder om provinshuvudstaden Hefei. Antalet invånare är 5 555. Befolkningen består av 2 894 kvinnor och 2 661 män. Barn under 15 år utgör 17,0 %, vuxna 15-64 år 70 %, och äldre över 65 år 12,0 %.